# St. Lawrence (Dakota del Sud)
St. Lawrence è un comune degli Stati Uniti d'America, situato in Dakota del Sud, nella contea di Hand.